# Lackalänga landskommun
Lackalänga landskommun var en tidigare kommun i dåvarande Malmöhus län.

## Administrativ historik
Kommunen bildades i Lackalänga socken i Torna härad i Skåne när 1862 års kommunalförordningar trädde i kraft. 
Furulunds municipalsamhälle inrättades i kommunen 4 oktober 1901. 
Vid kommunreformen 1952 uppgick kommunen i Furulunds köping som 1969 uppgick i Kävlinge köping som 1971 ombildades till Kävlinge kommun.

## Politik

### Mandatfördelning i Lackalänga landskommun 1938-1946
| 15 | 2 | 2 |

| 15 | 4 |

| 15 | 2 | 2 |

| 18 |

| 15 | 2 | 2 |

| 17 |